# Niemeyera prunifera
Niemeyera prunifera là một loài thực vật có hoa trong họ Hồng xiêm. Loài này được (F.Muell.) F.Muell. mô tả khoa học đầu tiên năm 1870.